# 13日の金曜日 (2009年の映画)
『13日の金曜日』は、2009年のアメリカのスラッシャー映画。マーカス・ニスペルが監督し、ダミアン・シャノンとマーク・スウィフトが脚本を務めた。ニスペルは2003年にトビー・フーパー監督の『悪魔のいけにえ』（1974年）をリメイクした『テキサス・チェーンソー』も監督しており、シャノンとスウィフトは2003年に公開されたクロスオーバー作品『フレディVSジェイソン』の脚本を務めている。プラチナム・デューンズとクリスタル・レイク・エンターテインメントが製作し、ニュー・ライン・シネマとパラマウント・ピクチャーズが配給した。出演はジャレッド・パダレッキ、ダニエル・パナベイカー、アーロン・ユー、アマンダ・リゲッティら。
この作品は当初、オリジン・ストーリーとして構想されたが、プロジェクトは「13日の金曜日」の最初の4作品をリメイクすることに発展した。
1,900万ドルの製作費で9,270万ドルの興行収入を記録し、『フレディVSジェイソン』に次ぐシリーズ第2位の興行収入を記録した。

## ストーリー
1980年、13日の金曜日。クリスタル・レイクにて発生した殺人事件の犯人パメラ・ボーヒーズが生存者の手で返り討ちにされる。時は経ち、行方不明の妹を探すためクリスタル・レイクにやって来たクレイと休日を過ごしにきた大学生ジェナの一行に、パメラの意思を継いだ息子である殺人鬼ジェイソンの魔の手が迫る。

## 登場人物
ジェイソン・ボーヒーズ
演 - デレク・ミアーズ
本作の殺人鬼で主人公。母の復讐でクリスタル・レイクに訪れた者を次々と殺害していく。
クレイ・ミラー
演 - ジャレッド・パダレッキ、日本語吹替 - 内田夕夜
本作のもう一人の主人公。ホイットニーの兄。行方不明の妹を探すためにクリスタル・レイクにやってきて、ジェイソンと遭遇し対決する。
ジェンナ
演 - ダニエル・パナベイカー、日本語吹替 - 佐古真弓
トレントの彼女。今作のヒロイン。クレイと共に行動し、妹探しに協力する。ジェイソンの家の地下通路から脱出する際に背後から刃物で貫かれて死亡する。
ホイットニー・ミラー
演 - アマンダ・リゲッティ、日本語吹替 - 樋口あかり
クレイの妹。友人と一緒に遊びに来ていて、友人たちが惨殺された後、ジェイソンに監禁される。ある理由からジェイソンは殺害しなかった。
トレント
演 - トラヴィス・ヴァン・ウィンクル、日本語吹替 - 佐藤銀平
ジェンナの彼氏。裕福な家の息子で、クレイのことを快く思っていない。今回の惨劇は、彼の別荘に友人たちを招き入れたことから始まった。通りかかった軽トラに乗り込もうとする際に背後から襲われて死亡する。
チューウィ
演 - アーロン・ヨー、日本語吹替 - 宮下栄治
アジア系男性。靴に酒を入れて飲まそうとするなどお調子者で、トレントたちを困らせている。首をドライバーで刺されて死亡する。
ブリー
演 - ジュリアナ・ギル、日本語吹替 - 小林美佐
ジェンナの友人。ビデオカメラを所持していて、トレントに気がある。背中を壁のフックで突き刺されて死亡する。
ロレンス
演 - アーレン・エスカーペタ、日本語吹替 - 柳沢栄治
黒人。お調子者でチューウィーと仲が良い。ジェイソンと格闘し逃亡するも、彼に背後から斧を投げつけられて死亡する。
ノーラン
演 - ライアン・ハンセン、日本語吹替 - 渡辺浩司
チェルシーの彼氏。トレントのボートを無断で使用し、彼女と水遊びを楽しむ。頭を矢で射抜かれて死亡する。
チェルシー
演 - ウィラ・フォード、日本語吹替 - 浅野まゆみ
ノーランの彼女。トップレスでジェットスキーを楽しむ。ジェイソンによって頭に銛を突き刺されて死亡する。
パメラ・ボーヒーズ
演 - ナナ・ヴィジター、日本語吹替 - 沢田敏子
ジェイソンの母。クリスタル・レイクで連続殺人を行っていたが、襲った相手の返り討ちにあい、殺される。彼女の死から物語が始まる。
ブレイク
演 - リチャード・バージ、日本語吹替 - 立川三貴
クリスタル・レイクの保安官。別荘に到着直後、玄関の前で殺される。
- その他の日本語吹き替え：村治学、北沢力、四宮豪、金野潤、赤池裕美子、鈴森勘司
- 日本版予告編ナレーション：来宮良子
- 演出：簑浦良平、翻訳：中村久世、制作：ACクリエイト